# 沢之町
沢之町（さわのちょう）は、大阪府大阪市住吉区にある町名。現行行政地名は沢之町一丁目および沢之町二丁目。

## 地理
住吉区の西部に位置し、東に南住吉、南と西の南側に遠里小野、北側に墨江、北に殿辻と接している。

## 歴史

### 沿革
- 1925年（大正14年）、大阪市に編入され、大阪府東成郡墨江村大字沢之口は、大阪市住吉区沢之町となる（1981年沢之町1 - 2丁目・南住吉1 - 4丁目・殿辻1 - 2丁目となる）[5][6]。
- 1981年（昭和56年）、大阪市住吉区沢之町・遠里小野町1 - 3丁目の各一部より、沢之町1 - 2丁目成立[5][6]。

## 世帯数と人口
2024年（令和6年）9月30日現在の世帯数と人口は以下の通りである。
| 丁目         | 世帯数    | 人口    |
| ------------ | --------- | ------- |
| 沢之町一丁目 | 779世帯   | 1,405人 |
| 沢之町二丁目 | 678世帯   | 1,251人 |
| 計           | 1,457世帯 | 2,656人 |

### 人口の変遷
国勢調査による人口の推移。
| 1995年（平成7年）  | 3,004人 | [ 7 ]  |  |
| 2000年（平成12年） | 2,677人 | [ 8 ]  |  |
| 2005年（平成17年） | 2,425人 | [ 9 ]  |  |
| 2010年（平成22年） | 2,477人 | [ 10 ] |  |
| 2015年（平成27年） | 2,495人 | [ 11 ] |  |
| 2020年（令和2年）  | 2,624人 | [ 12 ] |  |

### 世帯数の変遷
国勢調査による世帯数の推移。
| 1995年（平成7年）  | 1,425世帯 | [ 7 ]  |  |
| 2000年（平成12年） | 1,314世帯 | [ 8 ]  |  |
| 2005年（平成17年） | 1,221世帯 | [ 9 ]  |  |
| 2010年（平成22年） | 1,297世帯 | [ 10 ] |  |
| 2015年（平成27年） | 1,215世帯 | [ 11 ] |  |
| 2020年（令和2年）  | 1,327世帯 | [ 12 ] |  |

## 学区
市立小・中学校に通う場合、学区は以下の通りとなる。なお、小学校・中学校入学時に学校選択制度を導入しており、通学区域以外に住吉区の小学校・中学校から選択することも可能。
| 丁目         | 番   | 小学校               | 中学校             |
| ------------ | ---- | -------------------- | ------------------ |
| 沢之町一丁目 | 全域 | 大阪市立南住吉小学校 | 大阪市立三稜中学校 |
| 沢之町二丁目 | 全域 | 大阪市立南住吉小学校 | 大阪市立三稜中学校 |

## 事業所
2021年（令和3年）現在の経済センサス調査による事業所数と従業員数は以下の通りである。
| 丁目         | 事業所数 | 従業員数 |
| ------------ | -------- | -------- |
| 沢之町一丁目 | 45事業所 | 228人    |
| 沢之町二丁目 | 20事業所 | 185人    |
| 計           | 65事業所 | 413人    |

## 交通

### バス
2020年4月現在
- 大阪シティバス[16]
  - 54B・54D号系統：南住吉住宅前 → 殿辻
  - 63号系統：南住吉住宅前

### 道路
- 大阪府道30号大阪和泉泉南線（あべの筋）

## 施設
- 止止呂支比売命神社
- 住吉沢之町郵便局
- 万代 住吉沢之町店

## その他

### 日本郵便
- 〒558-0031[3]（集配局：住吉郵便局[17]）